# Каштановохвостый пушистый погоныш
Каштановохвостый пушистый погоныш (лат. Sarothrura affinis) — вид птиц семейства Sarothruridae отряда журавлеобразных. Небольшой пушистый погоныш с преимущественно серым пёстрым оперением, оранжево-каштановой головой и коротким каштановым хвостом. Распространён на сухих высокогорных лугах или опушках леса на востоке Африки на территории от южного Судана до полуострова Кейп. В периоды сильной засухи может перемещаться в крупные водно-болотные угодья.

## Описание
Каштановохвостый пушистый погоныш — птица с длиной тела 14—15 см, размахом крыльев — 23—24 см. Длина хвоста — 35—46 мм, клюва — 12,5—14 мм, цевки — 16—19 мм. Масса самцов составляет 25—40 г, по другим данным — 25—30 г.
Это маленький пушистый погоныш с коротким и пушистым хвостом. Голова самца окрашена в тусклый оранжево-каштановый цвет, который продолжается до верхней части груди; горло — в беловатый цвет. Тело и оперение над крыльями черноватые, белые прожилки в верхней части тела имеют желтоватый оттенок, а в нижней расположены намного гуще. Первостепенные и второстепенные маховые перья окрашены в тёмный серо-коричневый цвет, внешняя сторона внешнего первостепенного пера белая. Хвост тускло-каштановый. У самок оперение в верхней части более чёрное с беловатыми или светлыми отметинами; хвост каштановый с белыми пятнами; голова и шея рыжеватые с чёрным оттенком; горло белое. Оперение снизу светлое с черноватыми пятнами и чешуйками, которые переходят в заметные полосы по бокам. Молодые самцы похожи на взрослых птиц, но кроющие перья крыла у особей до одного года не имеют рисунка. Молодые самки описаны не были. Линька проходит в несколько этапов: сначала происходит смена первостепенных маховых перьев, затем второстепенных. Первая была отмечена в ЮАР в ноябре и в декабре. Линька перьев хвоста и тела происходит одновременно, при этом птицы могут одномоментно потерять около половины рулевых перьев.
Подвид Sarothrura affinis antonii крупнее номинативного Sarothrura affinis affinis: длина крыла у него составляет 76—85 мм, а у номинативного — 65—75 мм (65—77 мм по другим данным). На спине самцов подвида S. a. antonii заметны белые полосы, а в верхней части груди почти нет каштанового цвета; у самок каштановые полосы на спине более заметны, на животе меньше пятен, а отметины на груди больше напоминают полосы, а не пятна. Оперение молодых птиц в верхней части блёклое черноватое, а в нижней части — бледное серо-коричневое. В Кении к востоку от Рифтовой долины птицы отличаются более тёмным хвостом и, возможно, менее каштановым цветом оперения снизу. С длиной крыльев 72—76 мм, эти птицы ближе размерами к номинативному подвиду, в то время как к западу от Рифтовой долины и, возможно, на северо-востоке Судана птицы несколько крупнее — длина их крыльев составляет 80—85 мм. Для определения их статуса и возможного выделения в подвид недостаточно данных.
Оперением каштановохвостый пушистый погоныш больше всего напоминает мадагаскарского пушистого погоныша (Sarothrura insularis), с которым не пересекается ареалом: от этого вида он отличается белым горлом и менее каштановым оперением головы. Из-за особенностей среды обитания обычно является единственным пушистым погонышем, обитающим на территории. От других пушистых погонышей, с которыми делит ареал, самец каштановохвостого отличается каштановым хвостом, а самка, помимо этого, — оранжево-коричневым оттенком оперения в передней части головы.
Радужка глаза может быть ореховая, тёмно-коричневая или черноватая. Клюв тёмно-коричневый или серовато-чёрный, подклювье более светлое непосредственно у основания и иногда дальше по клюву. Лапы розоватые или сероватые.
Каштановохвостый пушистый погоныш обладает обширным вокальным репертуаром. Песня самца представляет собой 10-минутную серию ухающих сигналов продолжительностью около 1 секунды каждый с интервалом 1,5—2 секунды между сигналами. От песни красногрудого пушистого погоныша (Sarothrura rufa) отличается более низким звучанием. При хороших погодных условиях песню каштановохвостого пушистого погоныша можно услышать с расстояния до 2 км. Самец поёт преимущественно ночью, но может петь и днём. Территориальной позывкой самца является серия быстрых громких и резких сигналов «ki», за которой следует такая же серия быстрых и громких низких сигналов «ker». При этом птицы могут использовать только одну из этих двух серий, а версия самок более тихая и быстрая. Атакуя собственное изображение в зеркале, самцы издавали более медленные и тихие версии позывки, иногда переходя на быструю трещотку «k-k-k». Каштановохвостый пушистый погоныш может издавать множество других сигналов.

## Распространение
Каштановохвостый пушистый погоныш обитает на востоке Африки на территории от южного Судана до полуострова Кейп. Номинативный подвид обитает на юге и востоке ЮАР от полуострова Cape до KwaZulu-Natal and east Transvaal, including Lesoto and Swaziland. Подвид antonii обитает Nyanga Highlands and Chimanimani Mts на востоке Зимбабве и юго-западе Мозамбика? Mulanje, Zomba, Malosa, Viphya в Малави и Nyika плато в Малави и на крайнем северо-востоке Замбии, Matengo Highlands на юге Танзании и Ndassekera and Nguruman Hills на юго-западе Кении около границы с Танзанией. Обитающие в Кении и Южном Судане птицы, возможно, могут быть выделены в отдельные подвиды, но для такого выделения недостаточно данных. Площадь непосредственного ареала extent of occurrence составляет 4280000 км2.
В Кении птиц можно встретить на высоте до 3700 м, в Малави — до 2450 м, в ЮАР — до 2100 м. Птиц отмечали на горе Namuli на севере Мозамбика, но эта отметка подвергается сомнению в силу неподходящей для этого вида среды обитания, изобилующей сосновыми деревьями (скорее всего отмечен был руфа).
Учёные называют каштановохвостого пушистого погоныша реликтовым видом, а его ареал — лоскутным. Обычно он селится на сухих высокогорных лугах или у опушек леса; часто ассоциируется с небольшими ручьями, заболоченными участками пастбищ. Иногда встречается в зарослях папоротника, ежевики или Protea (Proteaceae), может обитать на сельскохозяйственных посадках люцерны или пшена. Каштановохвостый пушистый погоныш в Южной Африке спускается к уровню моря и встречается в Psoralea (Fabaceae)-Osmitopsis (Asteraceae) fynbos на крайнем юго-западе.
В Natal в ЮАР он предпочитает траву высотой 35 — 100 см и избегает каменистых участков и крутых склонов.
Среда обитания каштановохвостого пушистого погоныша сильно отличается от предпочитаемой среды обитания других пушистых погонышей. В состоянии сильной засухи может населять крупные водно-болотные угодья, как это делает руфа.
Каштановохвостый пушистый погоныш ведёт оседлый образ жизни, совершая лишь локальные кочёвки во время засухи, когда подходящие пастбища пересыхают или вовсе сгорают на солнце. В Малави птиц отмечали круглый год. В Натале на низких высотах птиц также отмечали всего года, но в апреле — июне птицы покидают районы на высоте 1400 м чтобы вернуться туда в октябре — январе. Эти высотные кочёвки связаны с изменением численности беспозвоночных и по-видимому не превышают 35 — 40 км, птицы опускаются до высот ниже 1000 м. В Зимбабве и в провинции Кейп в ЮАР птицы залетали в здания ночью, что также указывает на возможные кочёвки.
Международный союз охраны природы относит вид к LC. Номинативный вид встречается довольно редко, птицы включены в South African Red Data Book как RARE. Согласно Тейлору, особый подвид A в Кении последний раз отмечали в 1974 году, а особый подвид B — в 1969 году. Более 50 лет особый подвид B не отмечали в Судане. В первой половине XX века этот особый подвид B считался достаточно распространённым. Подвид antonii остаётся обычной птицей в Замбии и Малави, возможно более распространены в Танзании, чем известно. В ЮАР численность номинативного подвида оценивается в 1730 особей. В этом регионе происходит потеря среды обитания и подходящей растительности, а также интенсивного вмешательства человека. Кроме того, известно что на каштановохвостого пушистого погоныша охотится Falco biarmicus и домашние кошки, возможно, также Circus maurus and Galerella sanguinea. Тейлор предлагает номинативный подвид относить к VU, а подвид antonii — data deficient.

## Питание
В рацион каштановохвостого пушистого погоныша входят насекомые, дождевые черви, маленькие пауки, семена трав и другие растительные материалы. Среди насекомых жуки (Carabidae и Curculionidae), клопы, Diptera, Hempitera, взрослые и личинки Lepidoptera, муравьи, термиты, кузнечики (Acrididae), сверчки (Grillidae) и мухи.
Птицы кормятся в течение дня, добывая корм в чистом грунте или очень короткой растительности, представленной низкорослыми растениями и основаниями травяных пучков; они отодвигают мёртвый растительный материал. Могут ловить мелких муравьёв вокруг гнёзд. Вероятно, также кормятся на влажных субстратах и на мелководье.

## Размножение
Обычно каштановохвостый пушистый погоныш размножается во время сезона дождей: в Судане и Кении в мае, в Танзании, Замбии, Зимбабве — в январе, в Малави — в апреле, в ЮАР — с декабря по март и в сентябре (по окончании зимних дождей). Возможно, некоторые из обнаруженных в ЮАР гнёзд относятся к другим видам. Птицы моногамны, территориальны, при отсутствии перелётов формируют постоянную парную связь.
Площадь breeding territory составляет 1,05—2,3 га, homr range — 2—3,24 га.
Чашеобразное гнездо птицы строят на пучке травы из сухой травы и корешков. Ширина гнезда составляет 9 см, глубина — 2,5 см, иногда над гнездом сплетён навес из травы. Кладка обычно состоит из четырёх белых яиц (иногда в кладке пять яиц). Размеры яиц составляют 23,8—27,5 мм на 18—20,5 мм. Инкубация продолжается около 15 дней, днём яйца насиживает самец, ночью — самка.
Птенцы покрыты чёрным пухом и могут покинуть гнездо уже через сутки после появления на свет. Заботу о птенцах осуществляют оба родителя. Со временем оперение маленьких птенцов становится тусклым серо-чёрным в верхней части и серо-коричневым снизу. Клюв черноватый со светлым подклювьем.

## Систематика
Каштановохвостый пушистый погоныш был описан в 1828 году A. Smith как Crex afinis.
Одно время птицу называли S. lineata. Ближайшим родственным видом является S. insularis. Некоторые относят вид к роду Coturnicops.
В 1970 году Кит, Бенсон, Ирвин разделили пушистых погонышей на четыре группы: «pulchra» включает базальных жемчужного (Sarothrura pulchra) и пёстрого (Sarothrura elegans) пушистых погонышей, «ayresi» — зеркального пушистого погоныша (Sarothrura ayresi) и лемурийского погоныша (Sarothrura watersi), «affinis» — каштановохвостого (Sarothrura affinis) и мадагаскарского (Sarothrura insularis) пушистых погонышей, «rufa» — красногрудого (Sarothrura rufa), африканского (Sarothrura boehmi) и каштановоголового (Sarothrura lugens) пушистых погонышей. В своей работе по классификации пастушковых (Rallidae), опубликованной в 1973 году, Сторрс Лавджой Олсон также считал обитающего в лесах жемчужного пушистого погоныша базальным таксоном, но утверждал что остальные постепенно адаптировались к жизни в полях и всё более отличались от Rallicula. Вместе с тем, Бредли Ливзи назвал разделение Кита, Бенсона, Ирвина интуитивным, но очень близким к результатам его исследований, опубликованным в 1998 году. По его мнению, жемчужный, пёстрый и красногрудый пушистые погоныши являются базальными таксонами, парафилитическими по отношению к остальным шести видам, среди которых сестринские отношения демонстрируют зеркальный и лемурийский, каштановоголовый и африканский, мадагаскарский и каштановохвостый виды. Последние две группы сестринские по отношению друг друга, а первая — по отношению к образовавшейся группе.
Род пушистые погоныши (Sarothrura) формирует основу семейства Sarothruridae, выделенного в XXI веке из семейства пастушковых. Помимо пушистых погонышей Международный союз орнитологов относит к этому семейству представителей родов Mentocrex и Rallicula.